# Sozialindex für Hamburger Schulen
Der Sozialindex für Hamburger Schulen (kurz Hamburger Sozialindex, ursprünglich LAU-Index, dann KESS-Index genannt) wird seit 1996 für alle staatlichen Grundschulen, Stadtteilschulen und Gymnasien Hamburgs berechnet. Ziel der statistischen Erhebung ist die Feststellung der durch das Elternhaus und das Umfeld für die Schülerinnen und Schüler vorgegebenen Startbedingungen, soweit diese für den schulischen Erfolg relevant sind. Dabei beschränkt sich die Erhebung nicht auf die im Zusammenhang üblicherweise erhobenen Daten wie Einkommen und formellen Bildungsabschluss der Eltern, sondern bezieht – nach Pierre Bourdieu – auch Vermögen sowie kulturelles und soziales Kapital des Elternhauses mit ein. Für die Berechnung des Sozialindex werden die Schüler und deren Eltern stichprobenhaft schriftlich befragt. Zudem gehen regionale Strukturdaten in die Berechnung ein, zum Beispiel die Arbeitslosenquote im Einzugsgebiet der Schule. Der Sozialindex hat derzeit eine Skala von 1 (nachteilige Voraussetzungen, hoher Förderbedarf) bis 6 (günstige Voraussetzungen, kein besonderer Förderbedarf). Mithilfe des Sozialindex sollen die Unterschiede zwischen Schulen mit ähnlich vorteilhaften (oder nachteiligen) Voraussetzungen sichtbarer gemacht werden, um faire Vergleiche zu ermöglichen. Zudem berücksichtigt die Schulbehörde den Sozialindex bei der Ausstattung von Schulen. Bei nachteiligen Voraussetzungen der Schülerschaft sollen Schulen mehr Stellen erhalten, um kleinere Klassen oder verstärkte Sprachfördermaßnahmen zu ermöglichen.
2021 wurde der Sozialindex neu berechnet. Gegenüber dem letzten Erhebungsstand von 2013 ergab sich für 137 der insgesamt 311 allgemeinen staatlichen Schulen eine Veränderung:
- Grundschulen: Bei 44 von 191 staatlichen Grundschulen verbesserte sich der Sozialindex, bei 39 Grundschulen sank er
- Stadtteilschulen: Bei 12 von 58 staatlichen Stadtteilschulen verbesserte sich der Sozialindex, bei ebenfalls 12 Stadtteilschulen sank er um ein Stufe
- Gymnasien: Bei 6 von 62 staatlichen Gymnasien stieg der Sozialindex, bei 22 Gymnasien sank er, in einem Fall sogar um zwei Stufen.